# Lliri (Castilló de Sos)
Lliri (en benasquès i català, Llire en aragonès estàndard) és un poble de la comarca aragonesa de la Ribagorça que es troba al municipi de Castilló de Sos, als vessants occidentals del pic Gallinero (2.728 m), a la capçalera del barranc de Lliri, afluent per l'esquerra de l'Éssera. Destaquen com a llocs d'interès són l'Església parroquial d'origen romànic, dedicada a sant Martí i la Casa de la Plana. Lliri pertany al domini lingüístic benasquès. S'hi parla el benasquès meridional, que fa els plurals en -as com en aragonès general. Una bona mostra es pot veure en el següent text:
| «                                | (aragonès) Un fillo d'este llugá llamau Francisco Ascón ba ganá en la batalla de Lepanto un estandarte als turcos; ixe ome teniba propiedats a Ansils y baixán de bere las propiedats d'Ansils, al pasá per Guayén ba sentí un canto que le ba llamá l'atensión, allá a la roquera aquella. Ba puyá a la roquera y ba trobá en una cobeta mol chiquitina una Birgen allí, la ba pillá, la ba posá al surrón, ba puyá al caball altra begada y ba binre ta Llire | » |
| — Leyenda de la Birgen de Guayén | |   |